# Microvalgus bruneiensis
Microvalgus bruneiensis är en skalbaggsart som beskrevs av Franz Antoine 1993. Microvalgus bruneiensis ingår i släktet Microvalgus och familjen Cetoniidae. Inga underarter finns listade i Catalogue of Life.